# Parabradysaurus
Parabradysaurus (лат., возможное русское название — парабрадизавр) — вымерший род терапсид, обитавших в пермском периоде на территории России. Типовой вид — Parabradysaurus udmurticus.

## Открытие и этимология
В 1898 году Александр Штукенберг нашёл фрагмент нижней челюсти в верхнеказанском подъярусе на правом берегу реки Кама, деревня Межевая под городом Сарапул, Удмуртия. На основе этого образца в 1954 году Иван Ефремов описал вид P. udmurticus. Голотип TsNIGR 2/1727 — фрагмент зубного ряда. Родовое название означает «рядом с Bradysaurus».
В 1996 году М. Ф. Ивахненко назвал второй вид Parabradysaurus silantjevi. Голотип PIN 4416/33 — правая нижняя челюсть. Видовое название дано в честь палеонтолога В. В. Силантьева.

## Описание
Parabradysaurus отличается от Rhopalodon более высокой нижней челюстью, утолщённым альвеолярным краем зубной кости и близкорасположенными щёчными зубами. 
P. udmurticus известен по фрагменту правой нижней челюсти длиной 93 мм. Нижняя челюсть очень высокая, к её наружному краю примыкает наклонённая вниз пластинка шириной до 15 мм. Восемь щёчных зубов расположены близко друг к другу, их максимальная высота 9 мм, ширина 6 мм. Коронки зубов выпуклые и у основания отчётливо отделены от корневой части. Передний и задний края коронок заострённые, на них расположены 11-14 ступенчатых зубцов. К заднему концу челюсти размеры зубов уменьшаются.

## Таксономия
Образец P. udmurticus изначально отнесён Штукенбергом к роду Rhopalodon. Описывая типовой вид, Ефремов считал, что животное не имеет отношения к диноцефалам и является представителем «парейазавроидов», обосновывая это зазубренными булавовидными коронками. В 1956 году Ефремов сближал этот род с Ennatosaurus из семейства Caseidae. После открытия эстемменозухов Parabradysaurus включался в их семейство на основе высокой нижней челюсти, а также сходства в размерах, форме и строении зубов. В то же время П. К. Чудинов подчёркивает, что фрагментарность материала P. udmurticus не позволяет провести сравнение по более важным морфологическим признакам. 
В 2003 году М. Ф. Ивахненко включил род в семейство Rhopalodontidae.